# آنکیلیابو (آمپانیهی)
آنکیلیابو (به لاتین: Ankiliabo) یک منطقهٔ مسکونی در ماداگاسکار است که در آمپانیی واقع شده‌است. آنکیلیابو ۹٬۰۰۰ نفر جمعیت دارد و ۲۴۷ متر بالاتر از سطح دریا واقع شده‌است.